# جهان نامه
جهان نامه أي كتاب العالم هو رسالة في الجغرافيا لمحمد بن نجيب بكران الخراساني.